# Prieuré de Bellefontaine
Le prieuré de Bellefontaine est un ancien prieuré, dont il ne subsiste que les vestiges de la chapelle du XIIe siècle, situé sur le territoire de la commune de Nampcel, dans le département français de l'Oise.

## Historique
Le prieuré est édifié au XIIe siècle comme dépendance de abbaye Saint-Barthélemy de Noyon, comme semble l'attester une charte de 1125, qui autorise les moines à construire une chapelle.
Le prieuré et sa chapelle restent intacts jusqu'au XVIe siècle, période à laquelle le prieuré est transformé en domaine agricole et la chapelle est ruinée par les guerres de Religion.
Les restes du prieuré sont classés au titre des monuments historiques par arrêté du 15 octobre 1894.

## Architecture
La chapelle, de petite dimensions et en plan carré, se compose d'une nef à une seule travée, flanquée de collatéraux qui se prolongent vers le chœur, de plan carré également. La nef accueillait vraisemblablement une seule voute en arc d'ogive reposant sur des piles rectangulaires. Des colonnettes soutiennent les arcs d'ogive des collatéraux et les chapelles possèdent des voutes d'arêtes.